# Parmenini
Parmenini (лат.) — триба жуков-усачей из подсемейства ламиин.

## Систематика
В составе трибы:
- роды: Adriopea — Arachneosomatidia — Blapsilon — Caledomicrus — Ceylanoparmena — Cleptonotus — Cleptosoma — Coresthetida — Cupeyalia — Declivocondyloides — Echthistatus — Elasmotena — Gracililamia — Hexatricha — Hoplocleptes — Hoplonotus — Inermoparmena — Ipochus — Macrocleptes — Maisi — Mecynome — Microcleptes — Microsomatidia — Nanilla — Neocorestheta — Neoplectrura — Neosomatidia — Nodulosoma — Ovaloparmena — Parabrimus — Paracondyloides — Parananilla — Parasomatidia — Paraxylotoles — Parechthistatus — Parmena — Parmenopsis — Parmenosoma — Plaumanniella — Plectrura — Ptinosoma — Rugosocleptes — Schreiteria — Somatidia — Somatocleptes — Spinhoplathemistus — Spinosomatidia — Stenauxa — Stenoparmena — Tenebrosoma — Tricondyloides — Tuberolamia — Xylotoles — Xylotoloides